# Stronghold (videogioco 1993)
Stronghold è un videogioco di strategia in tempo reale sviluppato dalla Stormfront Studios e distribuito dalla Strategic Simulations, Inc. Ambientato nel Medioevo, il gioco dà la possibilità di creare il proprio castello sviluppando una propria economia, oltre che gestire le proprie truppe e persino partecipare alle crociate.
È da notare che il gioco ha collegamenti con l'omonimo Stronghold del 2001.

## Modalità di gioco
I giocatori hanno il compito di bilanciare le loro risorse per costruire la loro città con vari quartieri, ognuno con la propria architettura. È possibile richiamare abitanti e artigiani da ogni quartiere per difendere qualsiasi parte della città sia sotto attacco. Tra i vari capi quartiere che troviamo vi sono Maghi, Chierici, Ladri, Lottatori, Elfi (una combinazione tra Lottatori e Maghi), Nani (Lottatori esperti anche nell'estrazione mineraria) e Halflings (agricoltori con alcune abilità tipiche del Ladro); un giocatore, ad esempio, può usare un Elfo per costruire un edificio sul posto, oppure concentrarlo sull'addestramento per salire di livello, riunire un esercito e metterlo in marcia per sconfiggere un mostro nelle vicinanze. Oppure, un giocatore può concentrarsi interamente sullo sviluppo della città e vincere piuttosto la partita in tale modo. Le mappe sono costruite (e possono anche essere generate casualmente) tramite un'isometria triangolare, e il colore di ogni casella che la mappa presenta disegna il tipo di terreno, come acqua, pianure, colline e montagne.

## Accoglienza
Allen Rausch della GameSpy ha commentato: "le città possono rapidamente diventare molto difficili da gestire, ma i giocatori che ne sono diventati fan hanno giurato che fosse uno dei migliori simulatori manageriali che abbiano mai giocato".